# Село имени Кабидоллы Тургумбаева
Село имени Кабидоллы Тургумбаева (каз. Қабидолла Тұрғымбаев атындағы ауыл, до 1999 г. — Шобанколь) — село в Аулиекольском районе Костанайской области Казахстана, административный центр и единственный населённый пункт сельского округа имени Кабидоллы Тургумбаева. Находится на берегу озера Шубанколь. Код КАТО — 393657100.

## География
Село имени К. Тургумбаева расположено в юго-западной части Аулиекольского района Костанайской области. Расстояние до районного центра − 110 километров.
Территория населённого пункта составляет 50,02 кв. километров.

## История
Село имени Кабидоллы Тургумбаева (бывший совхоз «Целинный») образовано в апреле 1960 года.
В 1998 году решением областного маслихата и постановлением областного акимата Костанайской области совхоз «Целинный» переименован в село имени К. Тургумбаева, в честь Тургумбаева Кабидоллы Коблановича, основателя совхоза «Целинный», Героя Социалистического Труда.

## Население
В 1999 году население села составляло 1640 человек (822 мужчины и 818 женщин). По данным переписи 2009 года, в селе проживали 482 человека (232 мужчины и 250 женщин).
Население на 1 июля 2013 года составляет 376 человек, в том числе экономически активное — 162 человека. Село является многонациональным, где проживает более 7 национальностей.